# Mohamed Ben Mouza
Mohamed Ben Moussa (ur. 5 kwietnia 1954 w Tunisie) – tunezyjski piłkarz występujący na pozycji napastnika. Uczestnik Mistrzostw Świata 1978.

## Kariera klubowa
Podczas Mistrzostw Świata 1978 reprezentował barwy klubu Club Africain.

## Kariera reprezentacyjna
Z reprezentacją Tunezji uczestniczył w Mistrzostwach Świata 1978. Na Mundialu był rezerwowym i nie wystąpił w żadnym meczu.